# Єремкино
Єре́мкино (рос. Еремкино, башк. Йәрәмкә) — село у складі Шаранського району Башкортостану, Росія. Входить до складу Дютюлинської сільської ради.
Населення — 292 особи (2010; 329 у 2002).
Національний склад:
- башкири — 69 %
- татари — 28 %

У селі народився татарський літератор Хаді Закір Хадійович (1863-1932).